# The Sisters of Mercy
The Sisters of Mercy er et engelsk goth-rock band grundlagt i 1977.

## Diskografi

### Studiealbum
- First and Last and Always (1985)
- Floodland (1987)
- Vision Thing (1990)

### Opsamlingsalbum
- Some Girls Wander by Mistake (1992)
- A Slight Case of Overbombing (1993)

| Musikgruppe | Spire Denne artikel om en britisk musikgruppe er en spire som bør udbygges. Du er velkommen til at hjælpe Wikipedia ved at udvide den. |